# Polititorvets Arrest
Polititorvets Arrest, tidligere Politigårdens Fængsel er et arresthus. Siden september 2020 er Politigårdens Fængsel lavet om til Polititorvets arrest. En arrest for §35 dømte, kriminelle udlændinge der er dømt til udvisning af Danmark. Tidligere var det en særlig sikret arrestafdeling for blandt andet negativt stærke og voldelige indsatte. Arrestafdelingen er beliggende på Københavns Politigård og er også den mindste enhed i Københavns Fængsler.

## Historie
Københavns Politigård blev opført i årene 1918-24 af arkitekten Hack Kampmann. Oprindeligt brugte man Politigårdens Fængsel til at huse politiets arrestanter, der skulle fremstilles for en dommer ved grundlovsforhør. Det blev i 2002 besluttet af genåbne fængslet, men dog kun med en kapacitet til 25 indsatte og der blev afsat 3,5 millioner kroner til ombygningen. Fængslets nuværende indretning og benyttelse stammer fra 2004 og den 24. september 2004 blev fængslets 25 pladser taget i brug som en særlig arrestafdeling for blandt andet negativt stærke indsatte. I en pressemeddelelse fra Justitsministeriet den 2. marts 2004 anføres følgende som baggrund for oprettelsen af 25 nye belægspladser på Politigårdens Fængsel;
"... Oprettelsen af 25 pladser i en særligt sikret arrestafdeling i Politigårdens Fængsel skal imødekomme behovet for egnede pladser til negativt stærke fanger, herunder rockere. Dette behov forventes yderligere forøget i den kommende tid som følge af politiets og skattevæsenets målrettede indsats mod rockerkriminalitet. Oprettelsen af nye, permanente pladser i Politigårdens Fængsel er dermed første led i regeringens opstramning af rockernes afsoningsforhold.
...Samtidig skabes der mulighed for, at indsatte der optræder voldeligt eller truende i de eksisterende stærkeafdelinger eller i arresthusene, øjeblikkeligt kan overføres til et mere restriktivt regime for en periode."

## Episoder fra fængslet

### Overfald
- I december 2010 blev forsvarsadvokaten Niels Anker Rasmussen overfaldet og slået ned af sin egen 32-årige klient i et af arrestens besøgsrum.[4]
- Den 26. oktober 2012 blev en 28-årige kvinde truet, sparket og tvunget til oralsex i et af arrestens besøgsrum. Overfaldet blev begået af en 27-årig indsat, der tidligere havde været medlem af Hells Angels' støttegruppe AK81.[5] Den 19. november 2013 blev manden ved Københavns Byret dømt til anbringelse på ubestemt tid ved Psykiatrihospitalet i Nykøbing Sjælland.[6]

### Gidseltagning
Den 15. april 2013 fandt en gidseltagning sted i Politigårdens Fængsel. En 34-årig dansk statsborger tog klokken 13:48 en medindsat som gidsel, da de var ude at gå på taget i Politigårdens gård, hvor indsatte kan komme på udgang. Den fire timer lange gidselsituation, blev dog afsluttet ved hjælp af en seddel, som den 34-årige gidseltager, overrakte til forhandlerne fra Rigspolitiet – sedlen blev givet videre til hans advokat, Finn Walther Pedersen, der også var tilstede. Gidseltageren lagde sig efterfølgende fladt ned på jorden overgav sig. Politiets Aktionsstyrke var tilstede under gidseldramaet.
Det der fik fangen til at begå gidseltagningen, skulle angiveligt have været frustration over at have siddet 20 måneder i fængslet samt at han ikke har kunne få hjælp til at forlade bandemiljøet. Dagen efter kunne man i medierne læse, at gidseltageren har en tidligere fortid i rockerklubben Bandidos og at han var blevet smidt ud af klubben, og således er i såkaldt »bad standing«. Manden blev fremstillet i Københavns Dommervagt, hvor dommer Merete Engholm besluttede at fængsle ham i to uger – sigtet for frihedsberøvelse.
Den 14. januar 2014 blev den 35-årige gidseltager ved Københavns Byret idømt tidsubestemt forvaring, da retten vurderede, at manden er så farlig, at han på fri fod vil udgøre en fare for andres »liv, legeme eller frihed«. Den dømte blev fundet skyldig i frihedsberøvelse og trusler mod medfangen, som han tog som gidsel under en gårdtur. Han er ligeledes blevet dømt for at have overfaldet to fængselsbetjente i Vestre Fængsel dagen efter gidseltagningen. Gidseltageren har under retssagen hævdet, at gidseldramaet var rent skuespil, som udelukkende havde til formål at få pressen til at interessere sig for de dårlige forhold i arresthusene. Han har ligeledes hævdet, at gidslet gik frivilligt med på »skuespillet«, men det afviser den pågældende medfange.

### Selvmord
Den 14. marts 2014 klokken 07:30 fandt fængselspersonalet den 41-årige morddømte og højtstående Hells Angels-rocker Michael Brokside kvalt i sin fængselscelle. Dagen forinden var han blevet anholdt og varetægtsfængslet i en omfattende hash-sag, hvor i alt 80 personer blev anholdt, herunder fem fuldgyldige medlemmer af Hells Angels.
Den 20. marts 2014 udtalte Ove Bondgaard Larsen, vicepolitiinspektør ved Københavns Politi, at: "Der er tale om inkomplet hængning og død ved kvælning. Så der er ikke noget spor mystifistisk i det." Ved inkomplet hængning forstås hængning, hvor fødder, knæ eller anden del af kroppen støder mod underlaget.